# 1981 у Миколаєві
| Роки в Миколаєві ← • 1901 • 1902 • 1903 • 1904 • 1905 • 1906 • 1907 • 1908 • 1909 • 1910 • 1911 • 1912 • 1913 • 1914 • 1915 • 1916 • 1917 • 1918 • 1919 • 1920 • 1921 • 1922 • 1923 • 1924 • 1925 • 1926 • 1927 • 1928 • 1929 • 1930 • 1931 • 1932 • 1933 • 1934 • 1935 • 1936 • 1937 • 1938 • 1939 • 1940 • 1941 • 1942 • 1943 • 1944 • 1945 • 1946 • 1947 • 1948 • 1949 • 1950 • 1951 • 1952 • 1953 • 1954 • 1955 • 1956 • 1957 • 1958 • 1959 • 1960 • 1961 • 1962 • 1963 • 1964 • 1965 • 1966 • 1967 • 1968 • 1969 • 1970 • 1971 • 1972 • 1973 • 1974 • 1975 • 1976 • 1977 • 1978 • 1979 • 1980 • 1981 • 1982 • 1983 • 1984 • 1985 • 1986 • 1987 • 1988 • 1989 • 1990 • 1991 • 1992 • 1993 • 1994 • 1995 • 1996 • 1997 • 1998 • 1999 • 2000 • → |

1981 у Миколаєві — список важливих подій, що відбулись у 1981 році в Миколаєві. Також подано перелік відомих осіб, пов'язаних з містом, що народились або померли цього року, отримали почесні звання від міста.

## Події

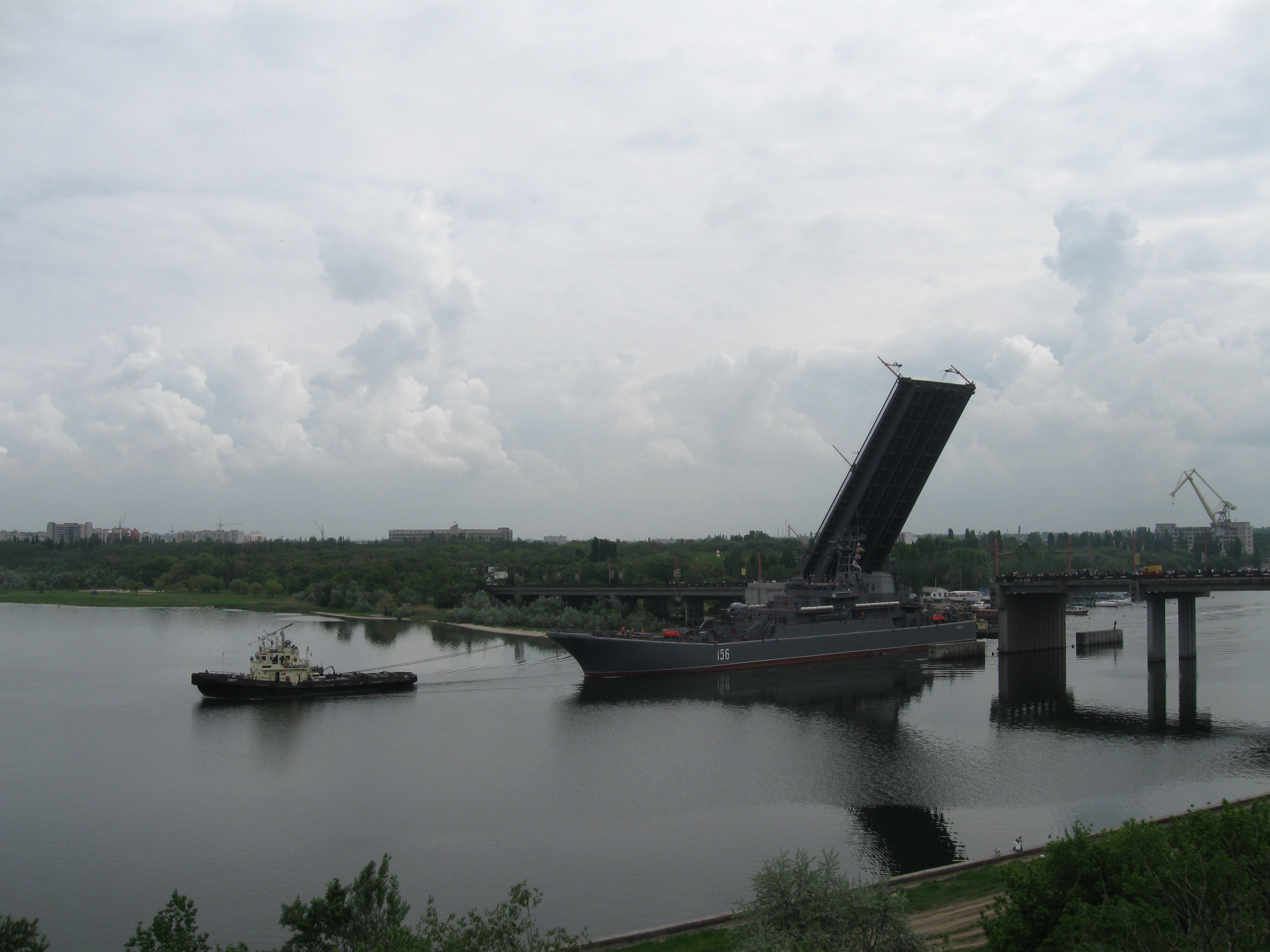
Інгульський міст

- 6 листопада відкрито Інгульський міст, що з'єднав центр міста з вулиці Пушкінської з мікрорайоном Соляні. До 1996 року він був мостом з найбільшою розвідною частиною в Європі, зараз він поступається менше 6 метрів мосту в Роттердамі.
- На місці, де був розташований старий Миколаївський зоопарк, закінчилося будівництво Будинку рад, де розмістилися виконком обласної Ради народних депутатів та Миколаївська обласна державна адміністрація.

## Особи

### Очільники
- Голова виконавчого комітету Миколаївської міської ради — Іван Канаєв.
- 1-й секретар Миколаївського міського комітету КПУ — Едуард Шорін.

### Нагороди
За створення Музею суднобудування і флоту в Миколаєві Едуард Шорін, Михайло Озерний, Віктор Семерньов, Юрій Стешин, Віктор Іванов, Людмила Хлопинська, Галина Чередниченко, Леонід Керанчук та Тамара Гусельникова отримали Шевченківську премію.

### Почесні громадяни
- У 1981 році звання Почесного громадянина Миколаєва не присвоювалось.

### Народились
- Білоущенко Сергій Олександрович (нар. 16 вересня 1981, Чаплинка) — український академічний веслувальник, призер Олімпійських ігор, чемпіонатів світу та Європи, заслужений майстер спорту України з академічного веслування. Член Миколаївської команди у складі збірної України.
- Білецька Наталія Олександрівна (нар. 24 грудня 1981, Миколаїв) — поетеса. Переможниця Міжнародного конкурсу «Гранослов».
- Березовчук Андрій Володимирович (нар. 16 квітня 1981, Миколаїв) — колишній український футболіст, центральний захисник. Тренер.
- Дятлов Ігор Сергійович (нар. 12 вересня 1981, Миколаїв) — український політик, голова Миколаївської обласної ради (листопад 2010 р. — лютий 2014 р.). Депутат Миколаївської міської ради 7-го скликання з листопада 2015 р., голова фракції «Опозиційного блоку» (до 21 червня 2017).
- Хаєцький Роман Олександрович (нар. 29 січня 1981, Миколаїв) — український шахіст і шаховий тренер, Заслужений тренер України (2011), міжнародний майстер.
- Смирнов Юрій Миколайович (військовик) (нар. 6 березня 1981, Миколаїв — пом. 24 серпня 2014, Войковський, Амвросіївський район) — рядовий міліції Міністерства внутрішніх справ України, учасник російсько-української війни. Кавалер ордена «За мужність» III ступеня.
- Батраченко Олександр Миколайович (нар. 9 лютого 1981, Запоріжжя) — український футболіст та тренер, півзахисник. Майстер спорту міжнародного класу. У складі футбольного клубу «Миколаїв» провів 55 матчів, забив 9 голів.
- Сергієнко Костянтин Павлович (нар. 17 червня 1981, Миколаїв — пом. 29 жовтня 2014, Новомихайлівка) — солдат 28-ї окремої механізованої бригади Збройних сил України, загинув в ході російсько-української війни. Кавалер ордена «За мужність» III ступеня.
- Волошин Олег Анатолійович (нар. 7 квітня 1981, Миколаїв) — український політик, член редколегії телеканалу «112 Україна». Народний депутат України 9-го скликання. Член партії «Опозиційна платформа — За життя».
- Гашенко Євген Іванович (нар. 30 вересня 1981, Миколаїв) — актор, телеведучий, сценарист. Учасник проєктів «Дизель Студіо» (скетчком «На трьох», концертне шоу «Дизель Шоу»).
- Копитін Ігор Володимирович (нар. 12 лютого 1981, м. Легніца, Польща) — український підприємець, політик. Народний депутат України 9-го скликання. Член партії «Слуга народу». Проживає в Миколаєві.
- Нойнець Олександр Сергійович (нар. 17 червня 1981, Миколаїв) — український політтехнолог, спеціаліст в сфері чорного піару, блогер, публіцист і політичний діяч. Один із засновників партії «Демократична Сокира».
- Фомін Михайло Олександрович (нар. 1981, Миколаїв) — український альпініст.
- Гайдаржи Олександр Захарійович (нар. 27 вересня 1981) — український футболіст та тренер, виступав на позиції воротаря. У складі футбольного клубу «Миколаїв» провів 81 матч.
- Кім Віталій Олександрович (нар. 13 березня 1981, Миколаїв) — український підприємець і політик корейського походження. З 25 листопада 2020 — голова Миколаївської обласної державної адміністрації.
- Калінчев Павло Павлович (нар. 6 червня 1981, Миколаїв) — колишній український яхтсмен, який спеціалізувався на класі багатокорпусних яхт («Торнадо»).
- Гуссіді Сергій Миколайович (нар. 2 березня 1981, с. Кир'яківка, Миколаївський район, Миколаївська область — пом. 16 травня 2022, біля м. Вугледар, Волноваський район, Донецька область) — лейтенант, командир гранатометного взводу 90-го окремого аеромобільного батальйону ім. Героя України старшого лейтенанта Івана Зубкова 81-ї окремої аеромобільної бригади Збройних сил України, учасник російсько-української війни, оборонець Донецького аеропорту. Закінчив Миколаївський державний університет ім. В. О. Сухомлинського, після чого працював педагогом у школах Миколаєва. Кавалер ордена «За мужність» III ступеня.

### Померли
- Сойфер Йосип Адамович (1882, Миколаїв — 1981, Париж, Франція) — український кінорежисер, актор.
- Грегорі Брейт (англ. Gregory Breit; нар. 14 липня 1899, Миколаїв — пом. 11 вересня 1981, Сейлем) — американський вчений-фізик, один із піонерів прискорювальної техніки.
- Казарновський Ісаак Абрамович (нар. 17 (29) вересня 1890, Миколаїв — пом. 12 січня 1981, Москва) — український та російський хімік радянських часів, січень 1939 — член-кореспондент АН СРСР — по відділенню математичних та природничих наук (неорганічна та загальна хімія), 1941 — лауреат Сталінської премії 2 ступеня, нагороджений двома орденами «Знак Пошани», орденом Трудового Червоного Прапора, медаллю «За доблесну працю в роки Великої Вітчизняної війни». Один із засновників структурного напряму в неорганічній хімії.
- Ціммерман Герман Карлович (нар. 26 лютого 1896, м.Севастополь — 1981, м.Миколаїв) — астроном, доктор фізико-математичних наук, професор.
- Мовчан Олексій Тимофійович (нар. 4 лютого 1921, Новогорожене (Баштанський район) Миколаївської області — пом. 6 липня 1981) — кандидат педагогічних наук, з 1952 по 1975 декан фізико-математичного факультету та з 1975 проректор Миколаївського національного університету імені В. О. Сухомлинського.
- Коваленко Семен Дмитрович (нар. 4 лютого 1924, Миколаїв — пом. 5 квітня 1981, Київ) — український радянський живописець; член Спілки художників України.
- Удовицький Василь Семенович (нар. квітень 1909, Миколаїв — пом. 1981, Житомир) — радянський діяч, 1-й секретар Житомирського міського комітету КПУ, секретар Миколаївського обласного комітету КП(б)У з транспорту, 1-й секретар Миколаївського обласного комітету ЛКСМУ.